# Elezioni generali nelle Samoa del 2021
Le elezioni generali nelle Samoa del 2021 si sono tenute il 9 aprile nelle Samoa per il rinnovo del Fono, l'assemblea legislativa.
Le principali forze politiche del Paese, il Partito per la Protezione dei Diritti Umani (HRPP) e Fede nell'Unico Dio Samoano (FAST), hanno ottenuto entrambi 25 seggi su 51; l'incertezza politica ha condotto ad una successiva crisi istituzionale, conclusasi con la nomina di Naomi Mataʻafa (FAST) alla carica di Primo ministro.

## Risultati
| Liste                                                            | Voti    | %     | Seggi |
| ---------------------------------------------------------------- | ------- | ----- | ----- |
| Partito per la Protezione dei Diritti Umani                      | 49.237  | 55,38 | 25    |
| Fede nell'Unico Dio Samoano                                      | 32.510  | 36,57 | 25    |
| Vaega Faaupufai le Tautua Samoa                                  | 2.900   | 3,26  | -     |
| Fa'amuamua Samoa                                                 | 207     | 0,23  | -     |
| Faafaletui a le Vaega Faaupufai o le Pulega Aoao Samoa Tutoatasi | 30      | 0,03  | -     |
| Indipendenti                                                     | 4.025   | 4,53  | 1     |
| Totale dei voti validi                                           | 88.909  | 99,32 | 51    |
| Schede bianche/nulle                                             | 605     | 0,68  |       |
| Votanti                                                          | 89.514  | 100   |       |
| Elettori                                                         | 128.848 |       |       |